# Nuevo de Chuén
Nuevo de Chuén är en ort i Mexiko.   Den ligger i kommunen Ario och delstaten Michoacán de Ocampo, i den södra delen av landet, 270 km väster om huvudstaden Mexico City. Nuevo de Chuén ligger 1 914 meter över havet och antalet invånare är 353.
Terrängen runt Nuevo de Chuén är huvudsakligen kuperad, men västerut är den bergig. Runt Nuevo de Chuén är det ganska glesbefolkat, med 48 invånare per kvadratkilometer. Närmaste större samhälle är Ario de Rosales, 9,1 km söder om Nuevo de Chuén. I omgivningarna runt Nuevo de Chuén växer huvudsakligen savannskog.